# Toyota Highlander
Le Toyota Highlander est un SUV du constructeur automobile japonais Toyota produit depuis 2000 en quatre générations.

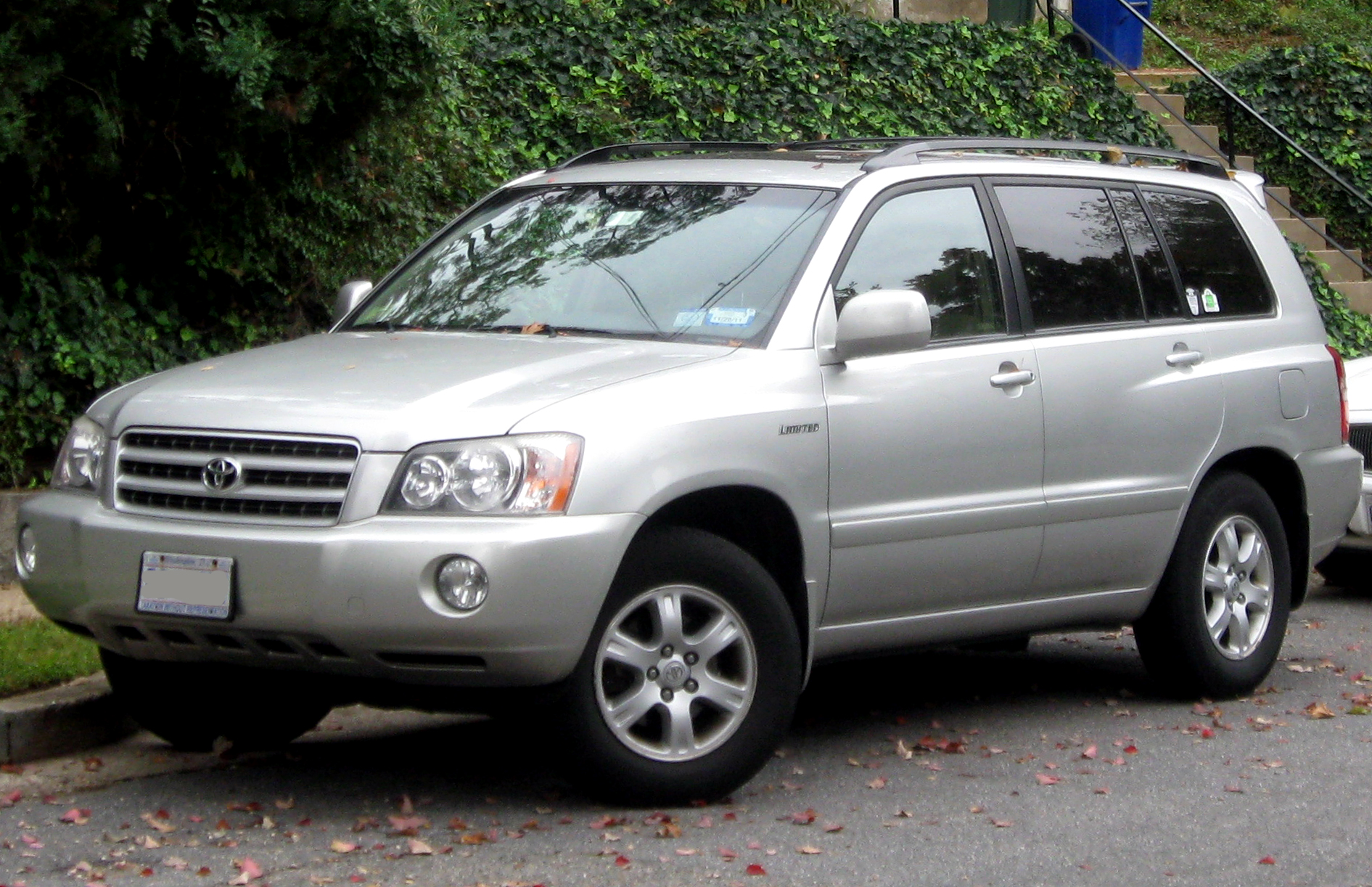
Toyota Highlander I
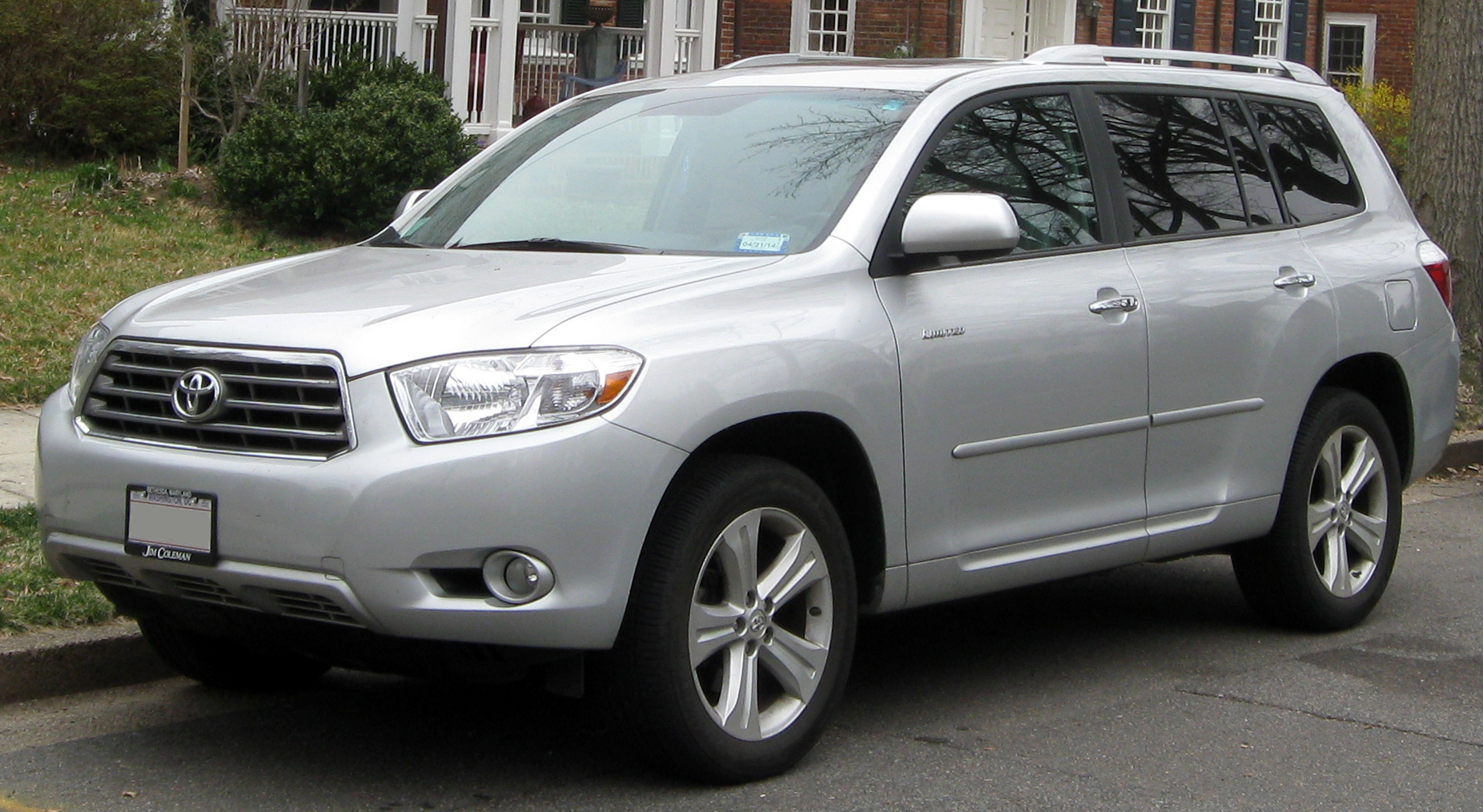
Toyota Highlander II
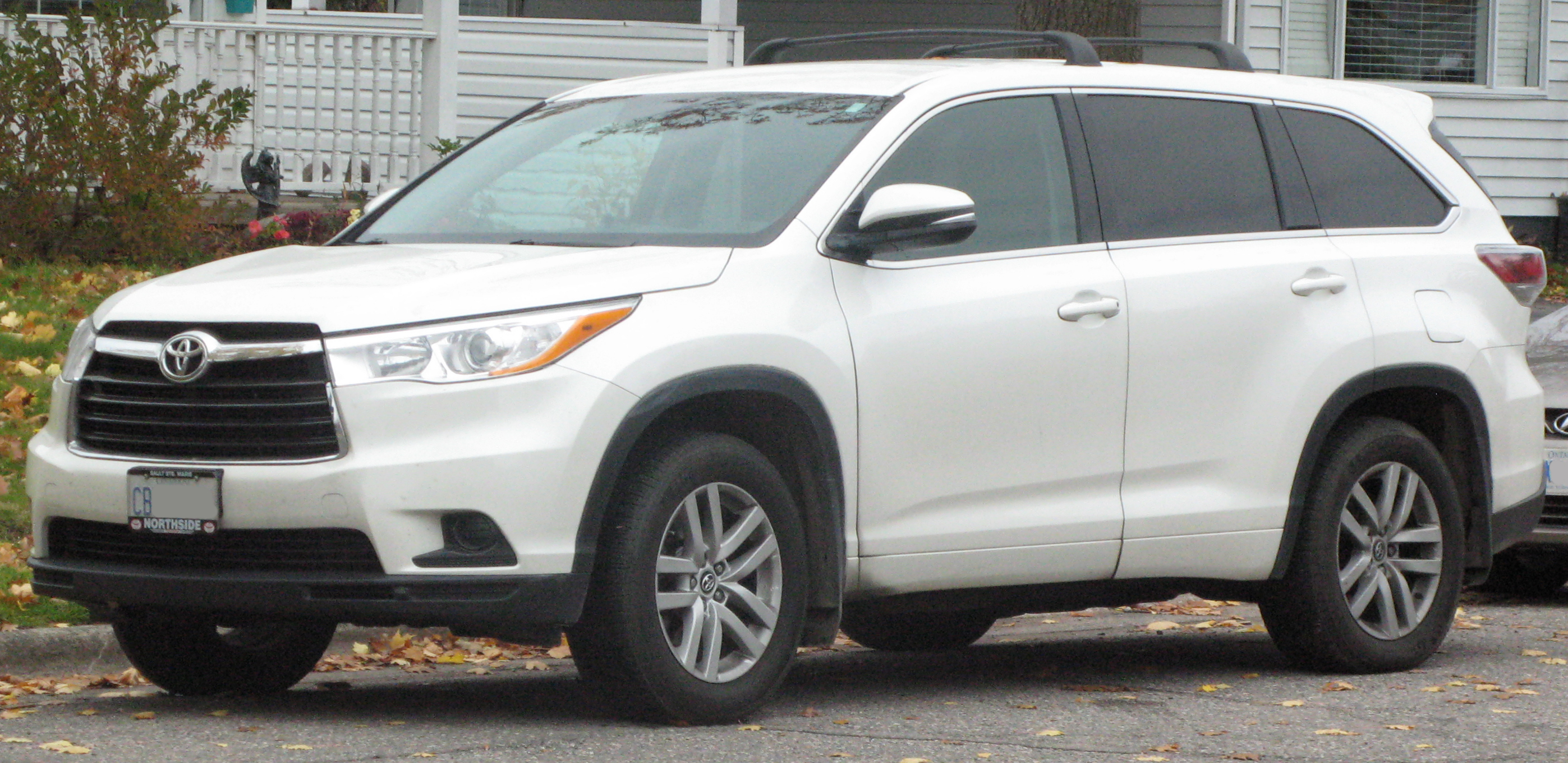
Toyota Highlander III
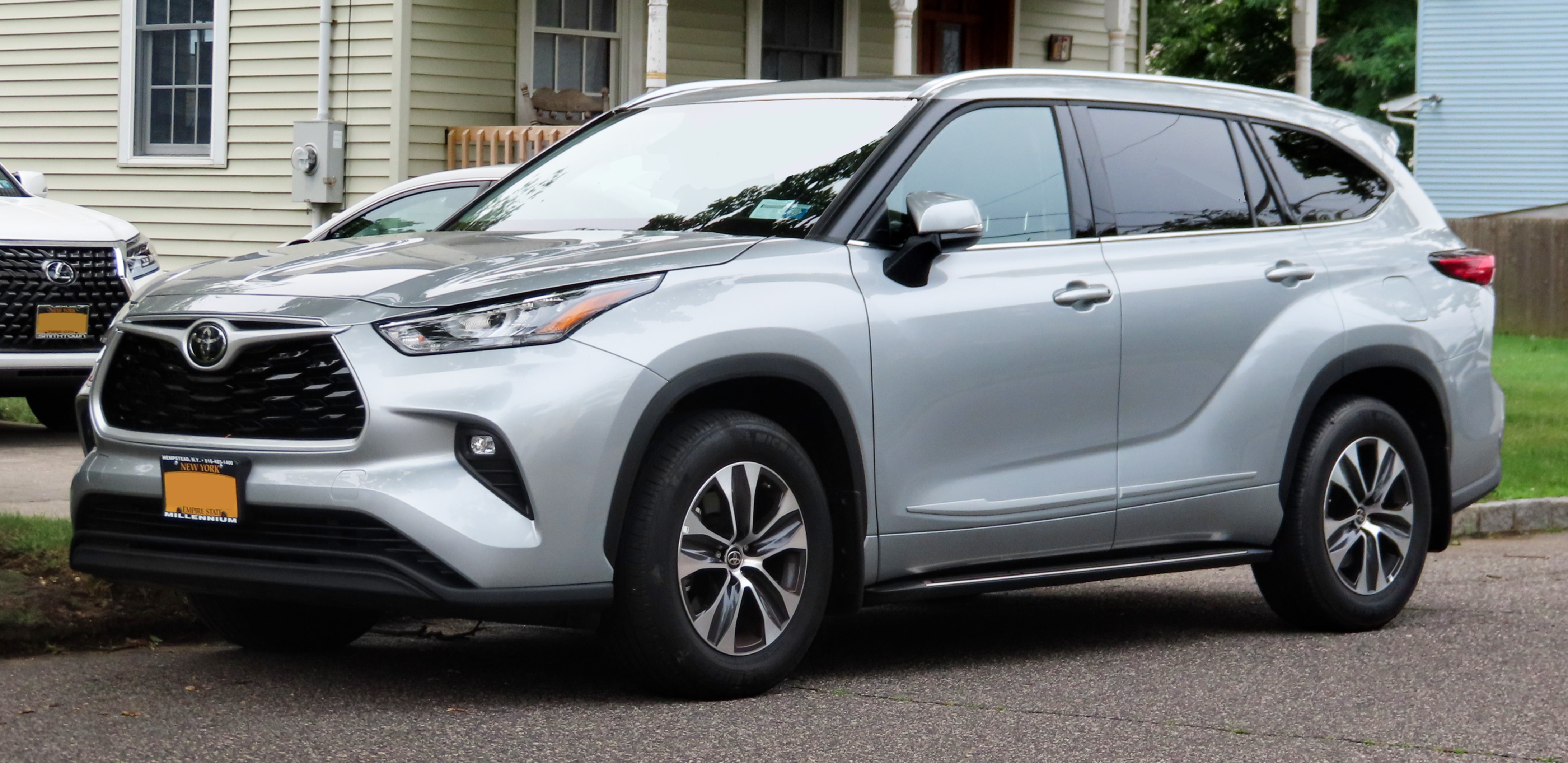
Toyota Highlander IV

- Toyota Highlander I
- Toyota Highlander II
- Toyota Highlander III
- Toyota Highlander IV